# Juan Martín Guerrero
Juan Martín Guerrero, (Ciudad de San Juan, San Juan, 12 de marzo de 2003) es un baloncestista profesional argentino que forma parte de la plantilla de Boca Juniors de la Liga Nacional de Básquet de Argentina. Con 1,88 metros de altura, juega en la posición de base.

## Trayectoria

### Inicios
Guerrero surgió del club Inca Huasi de la Ciudad de San Juan.

### Boca Juniors
Llegó al club en 2020 y tuvo su debut oficial el 27 de septiembre de 2021 en la victoria contra Ferro por 97-69 de la mano del entrenador Gonzalo García.
El 20 de julio de 2024 se proclama campeón de La Liga Nacional de Básquet 2023-24, consiguiendo su primer título oficial como profesional.El 17 de enero de 2025 suma su segundo lauro en la Supercopa de La Liga 2024. El 4 de marzo de 2025 se consagra campeón de la Copa Súper 20 2025. El 20 de julio de 2025 vuelve a coronarse campeón con Boca Juniors, repitiendo el título de la Liga Nacional de Básquet.

## Palmarés

#### Campeonatos nacionales
| Título                   | Club         | País      | Temporada |
| ------------------------ | ------------ | --------- | --------- |
| Liga Nacional de Básquet | Boca Juniors | Argentina | 2023-24   |
| Supercopa de La Liga     | Boca Juniors | Argentina | 2024      |
| Copa Súper 20            | Boca Juniors | Argentina | 2025      |
| Liga Nacional de Básquet | Boca Juniors | Argentina | 2024-25   |